# Hrebet Astrofizikov
Hrebet Astrofizikov (englische Transkription von russisch Хребет Астрофизиков Chrebet Astrofisikow, deutsch ‚Astrophysikergebirge‘) ist eine Gruppe von Bergen im ostantarktischen Mac-Robertson-Land. In den Prince Charles Mountains ragen sie unmittelbar südlich des Bergs Gora Tihova und südöstlich des Mount McCauley an der Nordflanke des Fisher-Gletschers auf.
Russische Wissenschaftler benannten sie.